# Giddarbaha
Giddarbaha è una città dell'India di 36.593 abitanti, situata nel distretto di Muktsar, nello stato federato del Punjab. In base al numero di abitanti la città rientra nella classe III (da 20.000 a 49.999 persone).

## Geografia fisica
La città è situata a 30° 11' 60 N e 74° 40' 0 E e ha un'altitudine di 189 m s.l.m..

## Società

### Evoluzione demografica
Al censimento del 2001 la popolazione di Giddarbaha assommava a 36.593 persone, delle quali 19.328 maschi e 17.265 femmine. I bambini di età inferiore o uguale ai sei anni assommavano a 4.496, dei quali 2.472 maschi e 2.024 femmine. Infine, coloro che erano in grado di saper almeno leggere e scrivere erano 22.889, dei quali 13.177 maschi e 9.712 femmine.